# Кокузовка
Кокузовка (в верховьях ранее носила название Большая Жилина) — река в России, протекает по Туринскому городскому округу Свердловской области. Длина реки составляет 27 км.
Начинается из болота, поросшего сосновым лесом. Течёт на юго-запад через елово-сосновый и сосново-берёзовый лес, в низовьях поворачивает на юго-юго-восток. Устье реки находится в 469 км по левому берегу реки Тура.
Притоки — Хмелевка (пр) и Ромахина (лв).

## Данные водного реестра
По данным государственного водного реестра России относится к Иртышскому бассейновому округу, водохозяйственный участок реки — Тура от впадения реки Тагил и до устья, без рек Тагил, Ница и Пышма, речной подбассейн реки — Тобол. Речной бассейн реки — Иртыш.
Код объекта в государственном водном реестре — 14010502312111200006121.